# Montrevel (Isère)
Montrevel é uma comuna francesa na região administrativa de Auvérnia-Ródano-Alpes, no departamento de Isère. Estende-se por uma área de 9,37 km². Em 2010 a comuna tinha 458 habitantes (densidade: 48,9 hab./km²).